# Севастьянов Володимир Іванович
Володимир Іванович Севастьянов (15 серпня 1943, місто Кисловодськ, тепер Ставропольського краю, Російська Федерація) — український діяч, військовик, полковник. Народний депутат України 1-го скликання.

## Біографія
Народився в родині військовослужбовця.
У 1953—1961 роках — суворовець Саратовського суворовського військового училища.
У 1961—1964 роках — курсант Ленінградського вищого загальновійськового командного училища.
У 1964—1971 роках — командир взводу, роти морської піхоти Балтійського флоту, учасник бойових дій в Арабській Республіці Єгипет та Сирійській Арабській Республіці.
Член КПРС з 1965 по 1991 рік.
У 1971—1974 роках — слухач Військової академії імені Фрунзе.
У 1974—1978 роках — начальник штабу, заступник командира полку морської піхоти Тихоокеанського флоту.
У 1978—1979 роках — начальник штабу, заступник командира полку Червонопрапорного Київського військового округу. У 1979 році — слухач військових курсів «Постріл».
У 1979—1981 роках — радник командира 65-го піхотного полку 14-ї піхотної дивізії Збройних сил Демократичної Республіки Афганістан. У 1981—1982 роках — лікування у військових шпиталях після важкого поранення, інвалід ІІ групи.
З 1982 року — заступник начальника навчального відділу Сімферопольського військового об'єднаного училища.
У 1987—1992 роках — голова Кримської обласної ради воїнів-інтернаціоналістів.
18.03.1990 року обраний народним депутатом України, 2-й тур, 47,53 % голосів, 9 претендентів. Входив до фракції «Нова Україна». Голова підкомісії Комісії ВР України у справах ветеранів, інвалідів, репресованих, малозабезпечених і воїнів - інтернаціоналістів.
З 1994 року — заступник завідувача відділу нагород Адміністрації Президента України.
Потім — на пенсії.

## Звання
- полковник

## Нагороди
- орден Червоної Зірки
- орден «Слава» (Демократична Республіка Афганістан)
- медалі
- Почесна Грамота Президії Верховної Ради СРСР.